# Campionato mondiale di beach soccer 2006
La Coppa del Mondo FIFA Beach Soccer 2006 è stata la seconda edizione della Coppa del Mondo di Calcio di Beach soccer organizzata dalla FIFA. Le precedenti edizioni prima del 2005 non erano sotto l'egida della FIFA e si sono svolte sotto il titolo Beach Soccer World Championships. Nel complesso questa è stata la dodicesima edizione della Coppa del Mondo fin dalla sua fondazione nel 1995 e si è svolta a Rio de Janeiro, in Brasile dal 2 al 12 novembre 2006. 
Il vincitore del torneo è stato il Brasile, la nazione ospitante, che ha vinto il suo primo Mondiale FIFA Beach Soccer e il decimo titolo in assoluto.